# Бигелоу, Уилфред
Уи́лфред Го́рдон Бигело́у (англ. Wilfred Gordon «Bill» Bigelow; 18 июня 1913, Брандон, Манитоба — 27 марта 2005) — канадский кардиохирург, член Канадского королевского общества, офицер Ордена Канады. Наибольшую известность получил за участие в разработке первых электрокардиостимуляторов и за исследование использования гипотермии в кардиохирургии.

## Биография
Уилфред Гордон Бигелоу родился 18 июня 1913 года в городе Брэндон, Манитоба. Его отец, Уилфред Абрам Бигелоу, был основателем первой частной медицинской клиники в Канаде, а мать, Грейс Энн Гордон, была медсестрой и акушеркой. В 1938 году Бигелоу получил докторскую степень по медицине в Торонтском университете. Затем, в звании капитана, принял участие во Второй мировой войне, где был полевым хирургом. После войны обучался в Школе медицины Джонса Хопкинса, а затем на кафедре хирургии Торонтского университета. В 1948 году устроился работать хирургом в Торонтский госпиталь общего назначения.
В 1950-е годы Бигелоу предложил использовать гипотермию в медицинских процедурах с целью сделать операции на сердце более безопасными. Это включало искусственное понижение температуры тела пациента перед проведением операции с целью сокращения необходимого количества кислорода.
Служил директором американской некоммерческой экологической ассоциации Национальное Одюбоновское общество и Канадского общества защиты окружающей среды. В 1981 году стал офицером Ордена Канады, а в 1997 году введён в Канадский медицинский зал славы.
Бигелоу  умер 27 марта 2005 года от сердечной недостаточности. Его пережила жена Рут Дженнингс (с которой он состоял в браке почти 60 лет) и четверо детей: дочь Пикси и сыновья Джон, Дэн и Билл.
Бигелоу написал 2 книги: «Холодные сердца» и «Мистический гепарин».